# Песковка (Волгоградская область)
Песковка (нем. Kolb) — село в Жирновском районе Волгоградской области, в составе Медведицкого сельского поселения. Основано в 1767 году как немецкая колония Кольб. Население — 258 (2010).

## Название
Немецкое название Кольб присвоено по фамилии первого старосты (форштегера). По указу от 26 февраля 1768 года о наименованиях немецких колоний получила официальное Песковатка по наименованию реки, при которой она располагалась.

## История
Основано 13 мая 1767 года. До 1917 года лютеранско-реформатское село сначала Норкского колонистского округа, а после 1871 года Медведицко-Крестово-Буеракской волости Аткарского уезда Саратовской губернии. Основатели — 23 семьи, выходцы из Изенбурга[уточнить], Саксонии[уточнить] и Пфальца.
Село относилось сначала к лютеранскому приходу Франк (Медведицкий Крестовый Буерак).
Земли в 1857 году — 4362 десятины, в 1910 году — 6663 десятины. В 1859 году 159 человек выехало в Самарскую губернию.
В советский период село входило в состав сначала Медведицкого района Голо-Карамышского уезда Трудовой коммуны (Области) немцев Поволжья, с 1922 года Медведицко-Крестово-Буеракского (в 1927 году переименован во Франкский) кантона Республики немцев Поволжья; административный центр Кольбского сельского совета. В голод 1921 года родились 137 человек, умерли — 159. В 1926 году в селе имелись кооперативная лавка, сельскохозяйственное кредитное товарищество, начальная школа, изба-читальня, передвижная библиотека. В годы коллективизации организованы колхозы имени Штейнгарта и имени Сталина.
В 1927 году постановлением ВЦИК «Об изменениях в административном делении Автономной С. С. Р. Немцев Поволжья и о присвоении немецким селениям прежних наименований, существовавших до 1914 года» селу Песковатка Франского кантона присвоено название Вальтер.

28 августа 1941 года был издан Указ Президиума ВС СССР о переселении немцев, проживающих в районах Поволжья. Немецкое население было депортировано. После ликвидации АССР немцев Поволжья село, как и другие населённые пункты Франкского кантона (переименован в Медведицкий район) упразднённой АССР немцев Поволжья передано в состав Сталинградской области. Решением облисполкома от 31 марта 1944 года № 10 § 30 «О переименовании населённых пунктов Сталинградской области, носящих немецкие названия» село Диттель переименовано в село Песковка.

## Физико-географическая характеристика
Село находится в лесостепи, в пределах Приволжской возвышенности, являющейся частью Восточно-Европейской равнины, на реке Мокрая Песковатка (приток Медведицы). Рельеф местности — холмисто-равнинный, сильно пересечённый балками и оврагами. Почвы — чернозёмы южные и остаточно-карбонатные. Высота центра населённого пункта — 160 метров над уровнем моря.
По автомобильным дорогам расстояние до областного центра города Волгограда составляет 330 км, до районного центра города Жирновск — 24 км, до административного центра сельского поселения села Медведица — 12 км, до ближайшего крупного города Саратова — 200 км.
Климат
Климат умеренный континентальный (согласно классификации климатов Кёппена — Dfb). Многолетняя норма осадков — 433 мм. Наибольшее количество осадков выпадает в июле — 50 мм, наименьшее в марте — 22 мм. Среднегодовая температура положительная и составляет + 5,8 С, средняя температура самого холодного месяца января −10,7 С, самого жаркого месяца июля +21,4 С.
Часовой пояс
Песковка, как и вся Волгоградская область, находится в часовой зоне МСК (московское время). Смещение применяемого времени относительно UTC составляет +3:00.

## Население
Динамика численности населения по годам:
| 1987 | 2002 |
| ---- | ---- |
| ≈530 | 371  |

| 1767  | 1773  | 1788  | 1798  | 1816  | 1834  | 1850  |
| ----- | ----- | ----- | ----- | ----- | ----- | ----- |
| 88    | ↗143  | ↗240  | ↗357  | ↗567  | ↗950  | ↗1531 |
| 1859  | 1883  | 1897  | 1905  | 1911  | 1920  | 1922  |
| ↗1887 | ↗2599 | ↗2721 | ↗2722 | ↘2581 | ↗2613 | ↘2575 |
| 1923  | 1926  | 1931  | 2010  |       |       |       |
| ↗2669 | ↗2965 | ↗3054 | ↘258  |       |       |       |